# Lily Tuck
Lily Tuck (París, 10 d'octubre de 1938) és una escriptora estatunidenca. Amb la novel·la The News from Paraguay va guanyar el National Book Award de 2004.

## Obres[2]

### Novel·les
- The Double Life of Liliane. New York: Atlantic Monthly Press, 2015. ISBN 978-0-8021-2402-9
- I Married You For Happiness. New York: Atlantic Monthly Press, 2011. ISBN 978-0-8021-1991-9
- The News from Paraguay. New York: Harper Collins, 2004. ISBN 978-0-06-620944-9
- Siam, or the Woman Who Shot a Man. New York: Overlook Press, 1999. ISBN 978-0-87951-723-6
- The Woman Who Walked on Water. New York: Riverhead Books, 1996. ISBN 978-1-57322-583-0
- Interviewing Matisse or the Woman Who Died Standing Up. New York: Knopf, 1991. ISBN 978-0-394-58935-0

### Reculls de contes
- Limbo, and Other Places I Have Lived. New York: Harper Perennial, 2002. ISBN 978-0-06-093485-9
- The House at Belle Fontaine: Stories, New York: Atlantic Monthly Press, 2013. ISBN 978-0-80212-016-8

### Biografies
- Woman of Rome: A Life of Elsa Morante. New York: Harper Collins, 2008. ISBN 978-0-06-147256-5